# Stazione di Futamatagawa
La stazione di Futamatagawa (二俣川駅?, Futamatagawa-eki) è una stazione ferroviaria di diramazione situata nel quartiere di Asahi-ku della città giapponese di Yokohama, nella prefettura di Kanagawa, ed è servita dalla linea principale e dalla linea Izumino delle Ferrovie Sagami.

## Linee
Ferrovie Sagami
■■ Linea Sagami principale
■■ Linea Sagami Izumino

## Struttura
La stazione è dotata di due marciapiedi a isola, con quattro binari passanti in superficie.
| 1-2 | ■ Linea Sagami principale | per Yamato e Ebina e Shōnandai |
| 2   | ■ Linea Sagami Izumino    | per Izumino e Shōnandai        |
| 34  | ■ Linea Sagami principale | per Hoshikawa e Yokohama       |

## Dintorni della stazione
La stazione si trova al centro del distretto di Asahi, e presso il lato sud si trova la zona di "Yumehama 2010", una zona residenziale realizzata attorno a una torre di 29 piani (il nome dell'edificio e delle attività commerciali a esso collegate è "CocoLot Futamatagawa").

## Stazioni adiacenti
| «                       | Servizio                | »                       |
| Linea Sagami principale | Linea Sagami principale | Linea Sagami principale |
| ----------------------- | ----------------------- | ----------------------- |
| Tsurugamine             | Locale                  | Kibōgaoka               |
| Tsurugamine             | Rapido                  | Kibōgaoka               |
| Yokohama                | Espresso                | Kibōgaoka               |
| Yokohama                | Espresso Limitato       | Yamato                  |
| Linea Sagami Izumino    |                         |                         |
| Tsurugamine             | Locale                  | Minami-Makigahara       |
| Tsurugamine             | Rapido                  | Minami-Makigahara       |
| Yokohama                | Espresso Limitato       | Izumino                 |